# Саруханян, Гаяне Жораевна
Гаяне́ Гео́ргиевна Саруханя́н (арм. Գայանե Սարուխանյան; род. 20 февраля 1960, Кировакан, Кироваканский район) — бывший депутат парламента Армении.
- 1977—1982 — Ванадзорский педагогический институт. Учитель русского языка и литературы.
- 1982—1994 — преподаватель в Ереванской школе № 51.
- С 1994 — директор Ереванской средней школы № 55.
- 1995—1999 — депутат парламента. Член постоянной комиссии по государственно-правовым вопросам. Председатель общественно-политической организации «Шамирам».

После 2000 года директор средней школы 55 Еревана 
- В 2015 году удостоена звания «Заслуженный педагог Республики Армения»[2].